# Nikolai Leontjewitsch Benois

Nikolai Leontjewitsch Benois

Nikolai Leontjewitsch Benois, auch Nicolas Benois (russisch Николай Леонтьевич Бенуа/Nikolai Leontjewitsch Benua; * 1. Julijul. / 13. Juli 1813greg. in Sankt Petersburg; † 11. Dezemberjul. / 23. Dezember 1898greg. ebenda), war ein russischer Architekt.

## Leben und Werk
Er war Sohn des französischstämmigen Kochs am Zarenhof Louis César Benois und der deutschstämmigen Hofdame Anna Katharina geb. Gropp. Benois besuchte die Petrischule und von 1828 bis 1830 die Kaiserliche Akademie der Künste Sankt Petersburg. Im Jahre 1844 wurde er zum Hofarchitekten durch Zar Nikolaus I. ernannt. Benois beaufsichtigte in den Jahren 1847–1852 die Errichtung der Kaiserlichen Stallungen in Schloss Peterhof.
Benois ist Architekt der in den Jahren 1856–1859 in Sankt Petersburg errichteten römisch-katholischen Kirche Mariä Heimsuchung im neo-romanischen Stil. Diese und der dazugehörige Friedhof wurden zu Sowjetzeiten geschändet, umgenutzt und überbaut. Der Turm der Kirche wurde 1978 abgerissen. Seit dem Jahre 2005 werden in der heruntergekommenen Kirche wieder Gottesdienste abgehalten.
Er ist bekannt für seine Vorliebe der Neugotik in Architektur und Design. Berühmt sind seine Bahnhofsgebäude in Strelna, Zarskoje Selo und Neu-Peterhof. Auch entwarf er das Gebäude des schwedischen Theaters in Helsinki (Nya Teatern, 1866). Benois wurde in St. Petersburg auf dem Wolkowo-Friedhof begraben. Dort wurde auch sein Sohn Leonti Benois beerdigt.

## Familie

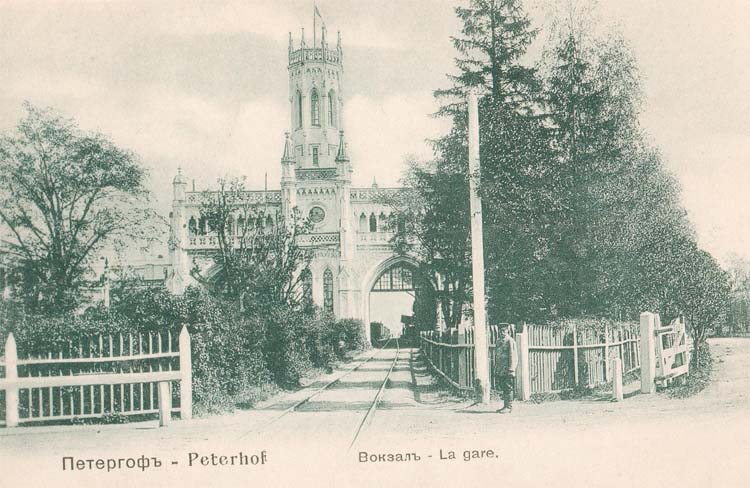
Bahnstation Neu-Peterhof

Er heiratete Camilla Cavos, die Tochter des italienischen Architekten Alberto Cavos, der in St. Petersburg das Mariinski-Theater erbaute. Das Paar hatte drei Söhne: Alexander Benois, einen bekannten Bühnenarchitekten, Albert Benois, der Maler wurde, und Leonti Benois, der unter anderem Architekt der Russischen Kapelle auf der Mathildenhöhe in Darmstadt war.

## Ehrungen und Auszeichnungen
- 1854: Orden des Heiligen Wladimir IV. Klasse.
- 1865: Orden des Heiligen Wladimir III. Klasse.
- 1886: Russischer Orden der Heiligen Anna 1. Klasse.
- Orden des Heiligen Stanislaus 2. Klasse.